# Dicranoptycha linsdalei
Dicranoptycha linsdalei là một loài ruồi trong họ Limoniidae. Chúng phân bố ở miền Tân bắc.